# Charlie Kirk
Charlie Kirk, född den 14 oktober 1993, är en amerikansk konservativ politisk kommentator, debattör och författare. Kirk grundade Turning Point USA tillsammans med William T. Montgomery år 2012 och är idag verkställande direktör för organisationen. Kirk hamnade på plats 24 i Forbes 30 under 30-lista under kategorin lag och policy 2018. Hans Twitter-konto var femte störst när det kom till interaktioner 2019.

## Uppväxt och utbildning
Kirk är evangelisk kristen. Han föddes i Chicagoförorten Arlington Heights, Illinois och växte upp i närheten av Prospect Heights, Illinois. I sina tonår hjälpte Charlie frivilligt till i den republikanska senatkampanjen för Mark Kirk (ingen relation). När han gick på gymnasiet skrev han essäer för Breitbart där han påstår att skolböckerna var vänstervridna vilket han senare bjöds in till Fox för att tala om.
Kirk påstår själv att han ansökt om värnplikt i den amerikanska militären men accepterades inte. 2015 meddelade Kirk till The Atlantic att han tog nätkurser vid The King's College i New York. Till Newsmax meddelade han att han läste vid Harper College i Palatine, Illinois men hoppade av för att jobba med konservativ politisk aktivism.

## Aktivism
Till valet 2016 bjöds Kirk in till Fox News tillsammans med Donald Trump Jr., Eric Trump och Lara Trump.
I maj 2019 tilldelades Kirk en hederstitel från Liberty University, ett privat evangeliskt universitet.
I juli 2019 blev Kirk nominerad som ordförande för Students for Trump som köptes upp av Turning Point Action. Kirks första jobb var att samla ihop en miljon studenter till presidentvalet 2020.
Charlie blev inbjuden att tala vid republikanernas konvent i augusti 2020.

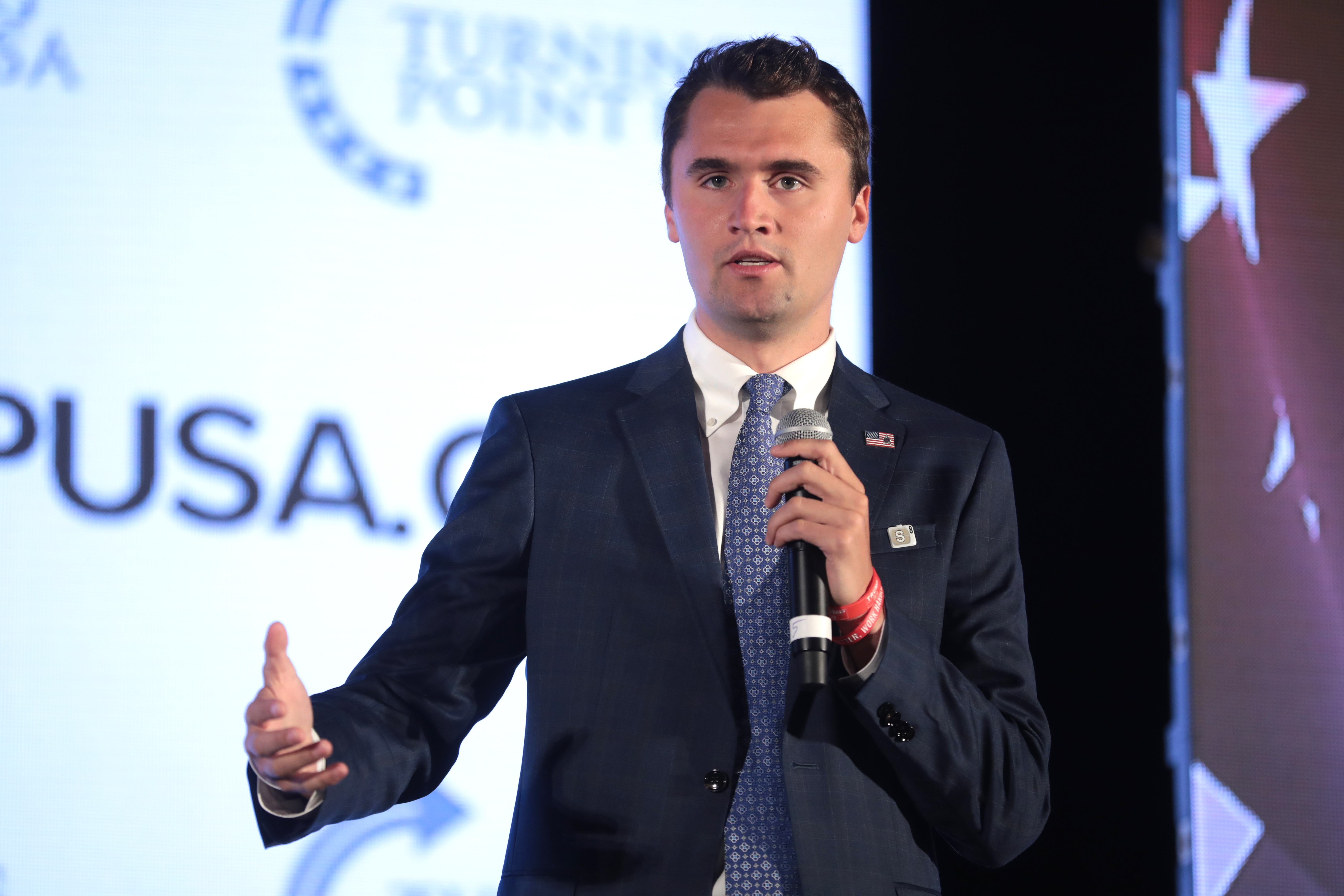
Charlie Kirk talar vid Teen Student Action Summit 2019 arrangerat av Turning Point USA i Washington, D.C.